# Comuna Drujeliubivka, Dobrovelîcikivka
Drujeliubivka (în ucraineană Дружелюбівка) este o comună în raionul Dobrovelîcikivka, regiunea Kirovohrad, Ucraina, formată din satele Drujeliubivka (reședința), Oleksandro-Zavadske, Șevcenka, Skopiivka și Vasîlivka.

## Demografie
Componența lingvistică a comunei Drujeliubivka
     Ucraineană (93,38%)
     Rusă (4,08%)
     Română (2,18%)
     Alte limbi (0,27%)
Conform recensământului din 2001, majoritatea populației comunei Drujeliubivka era vorbitoare de ucraineană (93,38%), existând în minoritate și vorbitori de rusă (4,08%) și română (2,18%).